# Мнемоніка

Мнемоніка для кількості днів у місяцях року за григоріанським календарем на кісточках пальців. Кожна кісточка відповідає місяцю з 31-м днем

Мнемо́ніка (грец. τα μνημονιχα — мистецтво запам'ятовування; мнемотехніка) — сукупність спеціальних методів і способів, що полегшують запам'ятовування і збільшують обсяг пам'яті шляхом утворення штучних асоціацій. Заміна абстрактних об'єктів і фактів за допомогою понять та уявлень, які мають візуальне, аудіальне або кінестетичне представлення, об'єднання об'єктів з уже наявною інформацією в пам'яті різних типів для спрощення запам'ятовування.
Також термін «мнемоніка» (аналог піктограми) вживається на позначення візуалізації (у вигляді зображення, набору символів або предметів) якогось об'єкта, суб'єкта або явища, досить повно описує його і полегшує його запам'ятовування або ідентифікацію.
Мнемотехніка (визначення в нових сучасних системах запам'ятовування) — система «внутрішнього листа», заснована для безпосереднього запису в мозок зв'язків між зоровими образами, що позначають значущі елементи інформації, яку запам'ятовуємо. Мнемонічне запам'ятовування складається з чотирьох етапів: кодування образів, запам'ятовування (з'єднання двох образів), запам'ятовування послідовності, закріплення в пам'яті.
Мнемотехніка застосовується для запам'ятовування інформації, яку складно запам'ятати. Наприклад, коли потрібно запам'ятати послідовність двохсот цифр, перелік 50-100 телефонних номерів, хронологічну таблицю, план-конспект мови, збірник анекдотів, нові іноземні слова, граматичні правила тощо. Методи мнемотехніки дозволяють абсолютно точно відтворювати послідовність інформації. Так, ряд чисел може бути відтворений мнемоністом як в прямому, так і у зворотному порядку.
Технічний арсенал сучасної мнемотехніки складається з набору уніфікованих способів запам'ятовування, що дозволяють запам'ятовувати різну інформацію однотипно. Основним способом запам'ятовування є формування асоціації.
Мнемоніка дозволяє запам'ятовувати великі обсяги інформації різного типу — від цифр до текстів. Якщо потрібно запам'ятати числові дані, то спочатку їх розбивають на групи, перетворюють фонетичним методом в слова, складають яскраві асоціативні історії, щоб потім можна було легко відтворити. Від яскравості та сили візуалізації залежить здатність пригадування, чим яскравіші образи, тим легше їх згадати. Залежно від сили уяви та концентрації, людині необхідно від 5 до 15 секунд, щоб запам'ятати пару слів, і потім через певний проміжок з легкістю пригадати друге слово по першому.

## Історія
Найбільш прадавнє прото-кіпу було виявлене археологом Рут Марта Шаді Соліс (ісп. Ruth Martha Shady Solís) при розкопках герметичної кімнати однієї з великих пірамід на археологічному об'єкті Караль (долина Супі, Перу). За стратиграфічним шаром воно датується приблизно 3000 роком до н. е. і може вважатися одним з найбільш прадавніх (після шумерського клинопису і єгипетських ієрогліфів) засобом комунікації та архівним документом людства. Прото-кіпу складається з 12 ниток що звисають, деякі з яких містять вузлики, і обмотані навколо паличок.
Сучасна мнемотехніка походить з античності, але книги та підручники римських часів, що описували цю науку стали доступними для загалу лише в добу Відродження. В 1416 році став доступний твір Квінтиліана «Повчання оратору» в якому згадуються методи, які має використовувати оратор при підготовці до виступу:
|                                        | Саме Квінтиліан найбільш ясно окреслив сферу цього мистецтва як сферу мнемотехніки. З виявленням його трактату стало можливим вивчати мистецтво пам'яті як мирську мнемотехніку, і для підприємливих людей відкрився новий спосіб вивчати мистецтво пам'яті як техніку досягнення успіху. |
| — Ф. Єйтс, «Мистецтво пам'яті», Роз. 3 | |

Видатний діяч доби Відродження Джордано Бруно присвятили багато творів та лекцій мнемотехніці — «Пісня Цірцеї», «Про складання образів, знаків та ідей». Інший його твір «Про тіні ідей» містив кругову емблему з 30 секторів кожний по 5-ть променів який загалом містив близько 600 понять та ідей, що згрупованих по категоріях і які відображали цілісну картину знань про природу:
|                                                            | Магічні образи розміщувалися на колесі пам'яті, якому відповідали інші колеса, за допомогою яких можна було запам'ятати всі матеріальні речі земного світу: стихії, мінерали, метали, трави й рослини, тварин, птахів тощо, а також, за допомогою образів ста п'ятдесяти видатних людей і першовідкривачів, усю суму знань, нагромаджених людством протягом століть. Таким чином, той, хто опанував цією системою, підійматися над часом, і в його розумі відображався увесь природний і людський всесвіт… |
| — Ф. Єйтс, «Джордано Бруно та герметична традиція», Гл. 11 | |

Сучасні рекордсмени запам'ятовування, такі як японець Хараґучі Акіра, можуть відтворити до 100 тисяч цифр числа Пі. А українець Олексій Бессонов показав надможливості запам'ятовування цифрової інформації в прямому ефірі на телебаченні, також він автор книг та курсів по розвитку пам'яті.

## Основні методи мнемоніки
У сучасному трактуванні мнемоніка позначає всю сукупність засобів і методів запам'ятовування інформації, що застосовуються в тій чи іншій системі, а термін мнемотехніка трактується як практичне застосування методів, визначених в даній конкретній мнемоніці.
Основні методи:
- Запам'ятовування інформації за допомогою формування смислових фраз з початкових букв
- Римування
- Запам'ятовування довгих термінів або іноземних слів за допомогою співзвучних
- Запам'ятовування інформації за допомогою знаходження яскравих незвичайних асоціацій (картинки, фрази)
- Метод Цицерона на просторову уяву
- Метод Айвазовського заснований на тренуванні зорової пам'яті
- Методи запам'ятовування чисел:
  - закономірності
  - знайомі числа
  - фонетична система (Major System)
  - PAO (Person-Action-Object)

### Рима та ритм
Найелементарнішими формами мнемоніки є ритм і рима. Ритм — це природний принцип упорядкування інформації, багато людей мимоволі застосовують його. Вони раз по раз повторюють дані із дотриманням одного і того ж ритму або одночасно підбираючи рими до них. Безсумнівно, подібним чином вивчається таблиця множення або назви річок вашої країни. Ритм і рима були використані для запам'ятовування в усних культурних традиціях країн, що не володіли писемністю, наприклад у гомерівській епопеї. Однак потрібно звернути увагу на те, що запам'ятовування з використанням ритму і рими не гарантує розуміння інформації, забезпечується тільки її запам'ятовування.
Найчастіше педагоги пропонують школярам використовувати римовані підказки. Наприклад, 1 — блондин, 2 — вдова… Цей метод називають методом асоціацій.
Наприклад, послідовність кольорів веселки школярі нерідко запам'ятовують за допомогою фрази «Чепурний пузатий жук з'їв барвистий свіжий фрукт», де початкові літери слів кодують назви кольорів.

### Метод вільних асоціацій
Образи з'єднуються парами. Перший образ асоціації завжди значніший другого і містить у собі другий. Після з'єднання першого і другого способу треба перевести свою увагу на другий образ (перший повинен зникнути зі свідомості). Подумки збільшити другий образ і створити асоціацію між другим і третім образами і так далі. Образи постійно вкладаються один в одного. При цьому в асоціації завжди повинні бути чітко видно тільки два образи. Пригадування здійснюється аналогічно. Треба уявити перший образ і чекати, коли з пам'яті виникне другий. Потім треба перемикнути увагу на другий, збільшивши його, і чекати появи третього і т. д. Приклад. Земля — Океанія — Тихий океан — Філіппінське море

### Метод символізації (метод піктограм)
Спосіб символізації застосовується для запам'ятовування абстрактних понять, що не мають чіткого образного значення. Одне й те ж слово може бути по-різному закодоване в образи різними людьми. Але, як правило, вдається використовувати для кодування різноманітні символи, добре закріплені у свідомості більшості людей. Символи оточують нас з усіх боків. Перекладаючи дорожні знаки у зміст, ми займаємося з мнемотехнікою. Легенда карти, умовні позначки, олімпійські піктограми символізують різні види спорту; всім добре знайомі символи миру («Білий голуб»), смерті («Череп»), повільності («Черепаха»), влади («Корона») та багато інших. Приклади кодування слів в образи способом символізації: холод «Лід», Гудзонова затока «ґудзик», Антарктида «пінгвіни», Африка «пустеля Сахара», Антарктида «Королева холоду», вічність «Піраміди», нескінченність «Математичний знак нескінченності»

### Прийом прив'язки до добре знайомої інформації.
Що значить добре знайома інформація? Це — інформація, яка знаходиться у пам'яті. Нові відомості, що запам'ятовуються, можуть складатися з елементів добре знайомої інформації. Прикладами добре знайомої інформації можуть бути дати: 1917 рік, 1941, 1812 і 1861 рр. Власне ім'я і назву вулиці, на якій мешкає особа, телефонний номер, і напис SONY на телевізорі. Приклади кодування слів в образи методом прив'язки до добре знайомої інформації: штат Вашингтон — «Долар», планета Марс — шоколадка «Марс», планета Венера — «Статуя Венери», прізвище Блек — образ «Чорний квадрат».

## Мнемонічні фрази
Відомі такі українські мнемонічні фрази:
| Фраза | Галузь застосування |
| Народив Роман Дитину, Зрубав Очеретину, М'ячик Кинув. Найкращий Радимо Дарунок — Зробити Олівцем Малюнок. | Для запам'ятовування порядку відмінків української мови — Називний, Родовий, Давальний, Знахідний, Орудний, Місцевий, Кличний                                  |
| Маючи Великі Здібності Маленький Юрко Співав Українські Народні Пісні. Маленький Василько З Маленьким Юрком Співали Українські Народні Пісні. Маючи Великі Здібності Маленький Юрко Став Успішним Науковцем. | Для запам'ятовування порядку планет Сонячної системи — Меркурія, Венери, Землі, Марса, Юпітера, Сатурна, Урана, Нептуна, Плутона (який є карликовою планетою). |
| Чоловік Охоче Жінку Заміж Бере Собі Файну. Чому Олені Живуть Зимою Без Своїх Фантазій? Чарка Оковитої Живо Знуртує Байдуже Серце Флегматика. Чом Овес Жують Зайці? Бо Старанні Фахівці. Чи Омелько жити зможе без своїх фантазій? Через Огорожу Жовто-Зелені Банани Снуться Фантастично. Чи Одхилить Жінка Зранку Бісову Свою Фіранку? Чапля Осінь Жде Завзято, Буде Сани Фарбувати. Чепурний Пузатий Жук З'їв Барвистий Свіжий Фрукт. Чарівна Оксана Живе Знову Біля Старого Фонтану. | Для запам'ятовування сімох кольорів сонячного спектра — червоного, оранжевого, жовтого, зеленого, блакитного, синього, фіолетового                             |
| Де Ти З'їСи Ці ЛиНи? | Для запам'ятовування приголосних, після яких пишеться м'який знак                                                                                              |
| МаВПа БуФ. | Для запам'ятовування приголосних, після яких пишеться апостроф                                                                                                 |
| Де Ти З'їСи Цю ЧаШу ЖиРу. | Для запам'ятовування приголосних, після яких в словах іншомовного походження пишеться «И» (Правило дев'ятки)                                                   |
| Кафе «Птах». КоПиТиФХа — зла чаклунка Копитифха, яка перетворює префікси. Коля приніс хворій Тетянці фрукти. | Для запам'ятовування приголосних, перед якими префікс «з-» перетворюється на «с-»                                                                              |